# ボビー・ボイド
ボビー・ボイド（Bobby Boyd 1937年12月3日 - 2017年8月28日）はテキサス州ダラス出身のアメリカンフットボール選手。1960年から1968年まで9シーズンNFLのボルチモア・コルツでプレーした。ポジションはコーナーバック。
オクラホマ大学時代はバド・ウィルキンソンのもと、クォーターバックやランニングバックとしてもプレーした。プロボウルに2回、オールプロに3回選出された。
1965年に9インターセプトをあげ、通算で57インターセプト（コルツのチーム記録）、4タッチダウンをあげた。また11ファンブルリカバーをあげている。
1968年にチームは13勝1敗の圧倒的な強さでNFLチャンピオンとなったが、第3回スーパーボウルで当時AFLに所属していたニューヨーク・ジェッツに敗れた。現役引退後、ボルチモア・コルツのアシスタントコーチとして、第5回スーパーボウルを制した。その後ハイスクールフットボールの解説者を務めている。
2010年、AFCチャンピオンシップゲームで第44回スーパーボウル出場をかけてインディアナポリス・コルツとニューヨーク・ジェッツが対戦することとなったが、その際21点コルツが有利と予想された第3回スーパーボウルでの敗戦が長年悪夢となっていることを明かした。